# Is-Salini
Is-Salini este o arie protejată (arie specială de conservare — SAC, sit de importanță comunitară — SCI) din Malta întinsă pe o suprafață de 23,67 ha, integral pe uscat.

## Localizare
Centrul sitului Is-Salini este situat la coordonatele 35°56′49″N 14°25′20″E / 35.947°N 14.4223°E.

## Înființare
Situl Is-Salini a fost declarat sit de importanță comunitară în aprilie 2004 pentru a proteja 2 specii de animale. Situl a fost protejat și ca arie specială de conservare în decembrie 2016.

## Biodiversitate
Situată în ecoregiunea mediteraneană, aria protejată conține 5 habitate naturale: Lagune de coastă, Salicornia și alte specii anuale care populează regiunile mlăștinoase și nisipoase, Tufărișuri halofile mediteraneene și termo-atlantice (Sarcocornetea fruticosi), Phrygana din Mediterana de Vest de pe vârfurile falezelor (Astragalo-Plantaginetum subulatae), Galerii și tufărișuri riverane sudice (Nerio-Tamaricetea și Securinegion tinctoriae).
La baza desemnării sitului se află mai multe specii protejate:
- păsări (1): lăcar-de-lac (Acrocephalus scirpaceus)
- pești (1): Aphanius fasciatus